# Один в один!
«Оди́н в оди́н!» — шоу перевоплощений, российская версия международного формата «Your Face Sounds Familiar» (испанский оригинал: «Tu cara me suena?») компании «Endemol». Участники программы примеряют на себя образы известных музыкантов и поющих актёров прошлого и настоящего, и вживую исполняют на сцене их песни, стараясь сделать это максимально похоже на оригинал. Производитель — компания «ВайТ Медиа».
Первый сезон был показан на «Первом канале» c 3 марта по 26 мая 2013 года (по воскресеньям в 18:00). С 21 июня по 30 августа 2013 года (по пятницам в 21:30) и 8 января 2014 года (все выпуски за один день с 10:10 утра по 23:00 ночи с перерывами на информационные программы «Новости» и «Время») программу повторяли по просьбам телезрителей.
Второй сезон проекта дебютировал в эфире «Россия-1» и «Россия HD» 2 марта 2014 года, третий сезон — 8 февраля 2015 года. Участников было по-прежнему 10, правила проекта также остались без изменений.
6 февраля 2016 года на телеканалах «Россия-1» и «Россия HD» состоялась премьера четвёртого сезона под названием «Битва сезонов», в котором приняли участие некоторые конкурсанты предыдущих трёх сезонов программы. Первый выпуск четвёртого сезона показал невысокие рейтинговые показатели — рейтинг 3.5 и долю 11.0, заняв лишь 44 место в сотне самых популярных программ за период с 1 по 7 февраля 2016 года. Впоследствии популярность шоу ещё сильнее продолжила падать, и финал сезона прошёл с рейтингом 2.6 и долей 10.9.
На «Первом канале» «Один в один!» заменили аналогичным проектом под названием «Точь-в-точь», но с изменёнными правилами.
Ведущие первого сезона — Александр Олешко и Нонна Гришаева. Ведущие со 2-го по 4-й сезон — Игорь Верник и Юлия Ковальчук.
В 2019 году, после трёхлетнего перерыва, было объявлено о съёмке пятого сезона программы. Проект получил название «Народный сезон», конкурсантами стали обычные люди, а звёзды, принимавшие ранее участие в шоу, — их наставниками. Ведущими 5-го сезона стали Александр Олешко и Игорь Верник. Первый выпуск сезона, вышедший 2 февраля 2019 года, показал рейтинг 3.8 и долю 12.2, заняв 16 место в сотне самых популярных программ за период с 28 января по 3 февраля 2019 года.
Премьера шестого сезона программы, после почти шестилетнего перерыва, состоялась 17 января 2025 года, на этот раз ведущими стали Николай Басков и Клава Кока.

## История
Шоу «Один в один!» выходило на «Первом канале» с 3 марта по 26 мая 2013 года, став одной из самых популярных программ на российском телевидении. Почти за три месяца показали 16 выпусков продолжительностью три часа каждый. Вели программу Александр Олешко и Нонна Гришаева. По результатам зрительского голосования победил певец Алексей Чумаков. В качестве производителя выступала компания, которой принадлежат права на формат шоу — «ВайТ Медиа» продюсера Тимура Вайнштейна.
Шоу закончилось с долей аудитории выше 30 процентов, но несмотря на это, нового контракта у «Первого канала» с «ВайТ Медиа» не было, а Вайнштейн получил предложение от ВГТРК перенести программу на канал «Россия-1». Для Первого канала это стало полной неожиданностью. Как сообщает «Лента.ру», цена, предложенная «ВайТ Медиа» на «России-1», существенно превышала сумму, которую платил производителю «Первый канал»: стоимость одного выпуска «Один в один!» на «Первом» обходилась в 500 тысяч долларов, то есть за 16 выпусков он платил примерно 8 миллионов, а на канале «Россия-1» Тимуру Вайнштейну предложили миллион долларов за выпуск, при том, что было запланировано 18 передач.
По словам Вайнштейна, значительную роль в переходе программы на другой канал сыграл тот факт, что «Первый канал» задерживал выплаты производителю за создание программы:
«У „Первого канала“ часто возникают финансовые сложности. Они вовремя не выплачивают деньги, накапливаются огромные долги, которые, к сожалению, приводили к тому, что нам постоянно приходилось брать кредиты на производство. Процесс с точки зрения бизнеса выходил неконтролируемый»
Также Вайнштейн заявил, что по состоянию на 26 января 2014 года «Первый канал» не рассчитался до конца с производителем за программу, хотя с момента премьеры прошёл почти год и все три показа, на которые канал имел права, уже вышли в эфир.
В феврале 2014 года «Первый канал» запустил проморолик нового шоу «Точь-в-точь». В этой программе, так же, как и в «Один в один!», одни музыканты перевоплощаются в других. Ролик иронизировал над переходом «Один в один!» к конкурентам: 

«Можно не иметь никаких достоинств — ни яркой внешности, ни природного артистизма, ни чарующего голоса, но думать, что всё получается один в один»— http://www.1tv.ru/videoarchive/73628
 О формате нового шоу не говорилось ничего, и даже имена участников держались в секрете. Ролики с фрагментами первого выпуска появились только за день до премьеры.
Шоу «Точь-в-точь» впервые вышло в эфир 2 марта 2014 года, в то же время на канале «Россия-1» стартовал второй сезон «Один в один!». В итоге доля проекта «Первого канала» опередила долю конкурента почти в два раза. Оба шоу госканалы столкнули лбами в эфирной сетке, поставили с разницей в час и фактически заставили зрителей выбирать что-то одно. В итоге зрители в подавляющем большинстве проголосовали за премьеру на «Первом». Телекритики отметили, что уровень выступлений и качество грима на двух проектах практически не отличались, а шоу «Первого канала» выиграло в основном благодаря членам жюри, за которыми было интереснее наблюдать, чем за их коллегами на «России-1».
После перехода шоу «Один в один!» на канал «Россия-1» члены жюри Геннадий Хазанов и Любовь Казарновская заявили, что останутся на «Первом канале», и будут участвовать в новом проекте этого канала. Также, на «Первом» остались педагоги по вокалу и актёрскому мастерству, которые работали с конкурсантами первого сезона «Один в один!», и ведущий Александр Олешко.
21 апреля 2014 года испанское подразделение телевизионно-продюсерской компании «Endemol» объявило о намерении подать в суд иск против «Первого канала», так как шоу «Точь-в-точь» копирует «Your Face Sounds Familiar», оригинальный формат компании «Endemol».
После окончания первого сезона шоу «Точь-в-точь», испанская компания «Gestmusic Endemol» и её российский представитель ЗАО «ВайТ Медиа» решили подать иск на «Первый канал» в Арбитражный суд Москвы за незаконное использование формата шоу. Истцы требовали признать, что «Точь-в-точь» копировала оригинальный формат «Your Face Sounds Familiar», проданный каналу «Россия-1», и запретить в дальнейшем осуществлять производство подобных шоу без разрешения «Endemol».
В октябре 2014 года в СМИ появилась информация о том, что «Первый канал» выиграл дело. Представитель телеканала сообщил, что «российским законодательством не предусмотрен такой охраняемый объект авторского права, как формат, а охраняемые элементы (логотип и музыкальная заставка) не использовались каналом». Представители компании «ВайТ Медиа» заявили, что остались недовольны данным решением суда и намерены опротестовать его.
В начале февраля 2015 года сайт «Первого канала» объявил о втором сезоне проекта. Первый выпуск был показан 15 февраля. В сентябре того же года вышел третий сезон шоу, впервые в телесезоне осень-зима.
В мае 2015 года появилась информация о том, что создатели шоу «Один в один!» опять подали иск против «Первого канала». По их мнению, копирование формата при производстве и трансляции аналогичного шоу «Точь-в-точь» было незаконным.
В июле 2015 года Верховный суд Москвы рассмотрел иск к «Первому каналу» от испанской компании «Gestmusic Endemol» и компании «ВайТ Медиа». По мнению заявителей, в проекте использовались «практически все ключевые элементы» формата, включая «образы жюри». Истцы также заявили, что, согласно данным опроса, телезрители воспринимали эти две программы как одну и ту же, но под разными названиями. Теперь заявители требовали запретить к показу шоу «Точь-в-точь», а также осуществлять производство любой другой аудиовизуальной продукции на основе принадлежащего «Endemol» формата.
В ноябре 2015 года появилась информация о том, что Верховный суд Москвы не смог запретить шоу «Точь-в-точь». По мнению суда, жалобы истцов были исследованы нижестоящими судами, в них не имелось веских оснований для пересмотра дела в кассационной инстанции.

### Мнение телевизионных деятелей о конфликте шоу «Один в один!»
Поскольку запуск шоу «Точь-в-точь» стал реакцией «Первого канала» на переход программы «Один в один!» на канал «Россия-1», главный продюсер музыкальных и развлекательных программ «Первого канала» Юрий Аксюта сделал заявление о том, почему «Первый канал» был вынужден сделать аналог проекта:
«Были договорённости между компанией Тимура Вайнштейна и Первым каналом о том, что второй сезон проекта "Один в один" выйдет на "Первом". А за месяц до выхода в эфир нам заявили: "Вы знаете, программа будет выходить на "России 1", мы продали её туда". И нам ничего не оставалось, как создавать всё с нуля, придумывать формат. Мы сделали свой проект, основанный на технологии перевоплощений. На это нельзя наложить никакую лицензию. И нам ничто не мешает делать "Точь-в-точь"»
В октябре 2014 года продюсер и ведущий «Первого канала» Александр Цекало заявил, что формат «Your Face Sounds Familiar» тоже можно заподозрить в заимствовании чужих идей:
«Я занимался некоторым образом пародиями. Для того, чтобы все не вскакивали с кресел, не охали, не ахали, я хочу сказать, что примерно года 4 назад я пришёл в "Endemol" с программой "Большая разница" и показал несколько программ с целью дистрибутировать это как формат, потому что "Endemol" — это крупнейшая компания, которая собирает форматы не только голландские, они голландцы изначально, но со всего мира. <…> И вот мы пришли и показали эти программы, в некоторых из программ, по-моему, три программы передали с субтитрами, были номера, где звёзды в наших программах исполняли какие-то пародии. Они отказались, ну, не то чтобы отказались, они сказали, что условия такие-то, что мы будем получать в итоге 25% в случае, если кто-то приобретёт лицензию. <…> Но спустя три года, я сейчас должен завопить, в суд побежать "Караул! Грабят!", через три года у них вышла программа, основанная на пародиях. Но на самом деле всё так и происходит. Люди смотрят, учатся и придумывают что-то своё»
По словам генерального директора «Первого канала» Константина Эрнста, секрет популярности проекта «Точь-в-точь» и первого сезона шоу «Один в один!» — в команде «Первого канала»:
«Это беспрецедентный случай в истории российского телевидения: с канала, который сделал первый сезон шоу, увели второй. Когда человек приписал себе все достижения "Один в один!", абсолютно проигнорировав, что с ним работала команда "Первого канала", и успех проекта у зрителей на девяносто девять процентов был её заслугой, этой команды. Он решил немедленно капитализировать успех, продав следующий сезон нашим конкурентам. За гораздо большие деньги. Прицепив к этому проекту паровозиком контракт неудобоваримого телевизионного продукта. Увы, коллеги на предложение согласились. Вряд ли они теперь этим счастливы»

## Формат
В первых четырёх сезонах шоу принимали участие десять известных певцов (в четвёртом сезоне количество основных участников сократилось до 9, а в качестве десятого конкурсанта выступал приглашённый экс-участник проекта). В каждом выпуске им нужно было перевоплотиться в звёзд музыки, стараясь перенять оригинальный стиль артиста, от внешности и манеры двигаться до тембра голоса. Жюри, состоящее из четырёх человек, оценивает в конце каждого выпуска увиденное по системе, похожей на распределение баллов на конкурсе «Евровидение»: каждый член жюри выставляет баллы от 2 — самому не понравившемуся выступлению — до 10 — второму месту; лучшее выступление, по мнению члена жюри, получает оценку 12 (оценки 11 нет). После оглашения оценок жюри каждый из участников выбирает одного соперника, которому он хочет присудить дополнительные 5 баллов. Причины могут быть разными: участники могут выбрать соперника, чьё выступление им больше всего понравилось, либо поддержать соперника, который выступил неудачно, или не получил достаточно баллов от членов жюри. По окончании каждого выпуска участники узнают, кого им придётся изображать в следующий раз.
Баллы, набираемые участниками, накапливаются, и в итоге пять участников с наибольшим количеством баллов (в 4-м сезоне — все 9) проходят в финал, где путём зрительского голосования в прямом эфире определяется победитель сезона. В отличие от «отборочных» выпусков, в финале участники сами выбирают звезду, в которую будут перевоплощаться. Это может быть любая знаменитость, которую данный участник не показывал на проекте. С первого по второй сезон финал проходил в прямом эфире. Телезрители сами определяли победителя проекта путём СМС-голосования во время эфира финала. Также в 1-м сезоне показывали точное количество человек, проголосовавших за победителя. Во 2-м сезоне на большом экране была показана фотография победителя проекта. С 3-го сезона финал проходит в записи, однако телезрители всё ещё имели право определять победителя путём СМС-голосования — с воскресенья по среду (в 3-м сезоне ведущие открывали 4 конверта с участниками занявшими пятое, четвёртое, третье места и имя победителя, а в 4-м сезоне при определении победителя учитывались ещё и баллы, набранные участниками за все выпуски). В 4-м сезоне эфир вновь прошёл в записи; на сей раз с 9-го по 3-е места имена занявших их участников показывали на экране, а 3-е место и имя победителя, как и в прошлом сезоне, открывали в конверте.
В пятом сезоне принимали участие не звёзды, а обычные люди (за исключением отдельных эстрадных артистов, таких как Антон Зацепин, Юрий Титов, Андрей Баринов и Александр Озеров из «Экс-ББ»). В сезоне принимало участие 8 человек, интервью с соведущим нет. За каждым участником закреплён свой наставник — экс-участник проекта, который и выбирает образ показываемого артиста с помощью кнопки, после чего ищет подопечного на эту роль среди «желающих» (похожий принцип участия ранее применялся в аналогичной передаче на канале НТВ — «Большая перемена»). Выставление оценок осталось таким же, как и в прошлых сезонах, за исключением того, что жюри выставляет баллы не от 2, а от 4 до 12. Тех, кому выставят 5 баллов, участники и наставники согласовывали друг с другом. Победитель выпуска автоматически становился финалистом проекта, при этом по-прежнему имел право сам выбрать образ для финала. Финал сезона прошёл в записи; вместо СМС-голосования победителя определяли зрители в студии, проголосовав кнопкой на пульте.
В шестом сезоне участников вновь десять, однако жюри выставляло оценки не по системе «Евровидения», как в предыдущих сезонах, а строго по порядку — от 1 балла (худшее выступление) до 10 (лучшее). На этот раз не было квалификации лучших участников в финал: победитель был определён по наибольшему количеству баллов в турнирной таблице. Зрительского голосования в финале тоже не было: выступления оценивались так же, как и в предыдущих выпусках, за одним исключением — жюри выставляло оценки от 8 до 10 баллов, распределив их между участниками (по 3-4 на каждый балл). В этом сезоне снова приняла участие финалистка 1-го сезона Юлия Савичева, также в новом сезоне участвовали сразу три бывших конкурсанта шоу «Точь-в-точь»: Родион Газманов (участник второго и четвёртого сезонов), Мария Зайцева и Валерия Ланская (обе — участницы пятого сезона).
В проекте двое ведущих, один ведёт шоу и представляет участников, а его соведущая (соведущий) берёт у них интервью перед выходом на сцену. Во время интервью показывают съёмки с репетиций по вокалу и по актёрскому мастерству.

## Участники

### Первый сезон
- Сати Казанова
- Алексей Кортнев
- Евгений Кунгуров
- Сергей Пенкин
- Ева Польна
- Тимур Родригез
- Юлия Савичева
- Анастасия Стоцкая
- Анита Цой
- Алексей Чумаков

### Второй сезон
- Дмитрий Бикбаев
- Виталий Гогунский
- Надежда Грановская
- Теона Дольникова
- Вадим Казаченко
- Денис Клявер
- Юлия Началова
- Юлия Паршута
- Ираклий Пирцхалава
- Алёна Свиридова

### Третий сезон
- Анжелика Агурбаш
- Руслан Алехно
- Эвелина Блёданс
- Марина Кравец
- Никита Малинин
- Александр Рыбак
- Светлана Светикова
- Марк Тишман
- Батырхан Шукенов
- Шура

### Четвёртый сезон («Битва сезонов»)

#### Основные участники
- Руслан Алехно (победитель 3 сезона)
- Анжелика Агурбаш (финалистка 3 сезона)
- Виталий Гогунский (победитель 2 сезона)
- Вадим Казаченко (финалист 2 сезона)
- Юлия Паршута (финалистка 2 сезона)
- Сергей Пенкин (участник 1 сезона)
- Светлана Светикова (финалистка 3 сезона)
- Анастасия Стоцкая (финалистка 1 сезона)
- Алексей Чумаков (победитель 1 сезона)

#### Приглашённые участники
- Юлия Началова (финалистка 2 сезона) (2 выпуск)
- Марк Тишман (участник 3 сезона) (3 выпуск)
- Сати Казанова (участница 1 сезона) (4 выпуск)
- Надежда Грановская (участница 2 сезона) (5 выпуск)
- Эвелина Блёданс (участница 3 сезона) (6 выпуск)
- Теона Дольникова (финалистка 2 сезона) (7 выпуск)
- Никита Малинин (участник 3 сезона) (8 и 14 выпуски)
- Денис Клявер (участник 2 сезона) (9 выпуск)
- Шура (участник 3 сезона) (10 выпуск)
- Ираклий Пирцхалава (участник 2 сезона) (11 выпуск)
- Милана Гогунская (участница «детского» спецвыпуска 2 сезона) (12 выпуск)
- Дмитрий Бикбаев (участник 2 сезона) (13 выпуск)

### Пятый сезон («Народный»)

#### Наставники
- Анжелика Агурбаш
- Эвелина Блёданс
- Виталий Гогунский
- Вадим Казаченко
- Юлия Началова
- Сергей Пенкин
- Ираклий Пирцхалава
- Анастасия Стоцкая

### Шестой сезон
- Надежда Ангарская[27]
- Арсений Бородин
- Родион Газманов
- Мария Зайцева
- Валерия Ланская
- Вячеслав Макаров
- Жан Милимеров
- Алиса Мон
- Нодар Ревия
- Юлия Савичева (финалистка 1 сезона)

## Жюри

### Первый сезон
| Член жюри           | Выпуски | Выпуски | Выпуски | Выпуски | Выпуски | Выпуски | Выпуски | Выпуски | Выпуски | Выпуски | Выпуски | Выпуски |
| Член жюри           | 1       | 2       | 3       | 4       | 5       | 6       | 7       | 8       | 9       | 10      | 11      | 12      |
| ------------------- | ------- | ------- | ------- | ------- | ------- | ------- | ------- | ------- | ------- | ------- | ------- | ------- |
| Геннадий Хазанов    |         |         |         |         |         |         |         |         |         |         |         |         |
| Любовь Казарновская |         |         |         |         |         |         |         |         |         |         |         |         |
| Александр Ревва     |         |         |         |         |         |         |         |         |         |         |         |         |
| Людмила Артемьева   |         |         |         |         |         |         |         |         |         |         |         |         |
| Ефим Шифрин         |         |         |         |         |         |         |         |         |         |         |         |         |
| Леонид Ярмольник    |         |         |         |         |         |         |         |         |         |         |         |         |
| Лариса Долина       |         |         |         |         |         |         |         |         |         |         |         |         |
| Валдис Пельш        |         |         |         |         |         |         |         |         |         |         |         |         |

### Второй сезон
| Член жюри        | Выпуски | Выпуски | Выпуски | Выпуски | Выпуски | Выпуски | Выпуски | Выпуски | Выпуски | Выпуски | Выпуски | Выпуски | Выпуски | Выпуски | Выпуски |
| Член жюри        | 1       | 2       | 3       | 4       | 5       | 6       | 7       | 8       | 9       | 10      | 11      | 12      | 13      | 14      | 15      |
| ---------------- | ------- | ------- | ------- | ------- | ------- | ------- | ------- | ------- | ------- | ------- | ------- | ------- | ------- | ------- | ------- |
| Максим Галкин    |         |         |         |         |         |         |         |         |         |         |         |         |         |         |         |
| Ольга Бородина   |         |         |         |         |         |         |         |         |         |         |         |         |         |         |         |
| Алексей Чумаков  |         |         |         |         |         |         |         |         |         |         |         |         |         |         |         |
| Юрий Стоянов     |         |         |         |         |         |         |         |         |         |         |         |         |         |         |         |
| Лолита Милявская |         |         |         |         |         |         |         |         |         |         |         |         |         |         |         |
| Алла Пугачёва    |         |         |         |         |         |         |         |         |         |         |         |         |         |         |         |
| Фёдор Бондарчук  |         |         |         |         |         |         |         |         |         |         |         |         |         |         |         |
| Владимир Винокур |         |         |         |         |         |         |         |         |         |         |         |         |         |         |         |
| Николай Басков   |         |         |         |         |         |         |         |         |         |         |         |         |         |         |         |
| Ирина Розанова   |         |         |         |         |         |         |         |         |         |         |         |         |         |         |         |
| Филипп Киркоров  |         |         |         |         |         |         |         |         |         |         |         |         |         |         |         |
| Лайма Вайкуле    |         |         |         |         |         |         |         |         |         |         |         |         |         |         |         |
| Лариса Долина    |         |         |         |         |         |         |         |         |         |         |         |         |         |         |         |
| Игорь Корнелюк   |         |         |         |         |         |         |         |         |         |         |         |         |         |         |         |
| Егор Клинаев     |         |         |         |         |         |         |         |         |         |         |         |         |         |         |         |

### Третий сезон
| Член жюри         | Выпуски | Выпуски | Выпуски | Выпуски | Выпуски | Выпуски | Выпуски | Выпуски | Выпуски | Выпуски | Выпуски | Выпуски | Выпуски | Выпуски | Выпуски |
| Член жюри         | 1       | 2       | 3       | 4       | 5       | 6       | 7       | 8       | 9       | 10      | 11      | 12      | 13      | 14      | 15      |
| ----------------- | ------- | ------- | ------- | ------- | ------- | ------- | ------- | ------- | ------- | ------- | ------- | ------- | ------- | ------- | ------- |
| Юрий Стоянов      |         |         |         |         |         |         |         |         |         |         |         |         |         |         |         |
| Хибла Герзмава    |         |         |         |         |         |         |         |         |         |         |         |         |         |         |         |
| Максим Галкин     |         |         |         |         |         |         |         |         |         |         |         |         |         |         |         |
| Людмила Артемьева |         |         |         |         |         |         |         |         |         |         |         |         |         |         |         |
| Нонна Гришаева    |         |         |         |         |         |         |         |         |         |         |         |         |         |         |         |
| Виталий Гогунский |         |         |         |         |         |         |         |         |         |         |         |         |         |         |         |
| Игорь Саруханов   |         |         |         |         |         |         |         |         |         |         |         |         |         |         |         |
| Лариса Долина     |         |         |         |         |         |         |         |         |         |         |         |         |         |         |         |

В 13-м и 15-м выпусках были показаны внеконкурсные выступления Хиблы Герзмавы, однако сама певица как член жюри в этих выпусках не участвовала (сняты до эфира).

### Четвёртый сезон
| Член жюри         | Выпуски | Выпуски | Выпуски | Выпуски | Выпуски | Выпуски | Выпуски | Выпуски | Выпуски | Выпуски | Выпуски | Выпуски | Выпуски | Выпуски | Выпуски |
| Член жюри         | 1       | 2       | 3       | 4       | 5       | 6       | 7       | 8       | 9       | 10      | 11      | 12      | 13      | 14      | 15      |
| ----------------- | ------- | ------- | ------- | ------- | ------- | ------- | ------- | ------- | ------- | ------- | ------- | ------- | ------- | ------- | ------- |
| Юрий Стоянов      |         |         |         |         |         |         |         |         |         |         |         |         |         |         |         |
| Лариса Долина     |         |         |         |         |         |         |         |         |         |         |         |         |         |         |         |
| Тигран Кеосаян    |         |         |         |         |         |         |         |         |         |         |         |         |         |         |         |
| Людмила Артемьева |         |         |         |         |         |         |         |         |         |         |         |         |         |         |         |

### Пятый сезон
| Член жюри         | Выпуски | Выпуски | Выпуски | Выпуски | Выпуски | Выпуски |
| Член жюри         | 1       | 2       | 3       | 4       | 5       | 6       |
| ----------------- | ------- | ------- | ------- | ------- | ------- | ------- |
| Юрий Стоянов      |         |         |         |         |         |         |
| Марина Федункив   |         |         |         |         |         |         |
| Тимур Родригез    |         |         |         |         |         |         |
| Марина Мещерякова |         |         |         |         |         |         |

### Шестой сезон
| Член жюри                   | Выпуски | Выпуски | Выпуски | Выпуски | Выпуски | Выпуски | Выпуски | Выпуски | Выпуски | Выпуски |
| Член жюри                   | 1       | 2       | 3       | 4       | 5       | 6       | 7       | 8       | 9       | 10      |
| --------------------------- | ------- | ------- | ------- | ------- | ------- | ------- | ------- | ------- | ------- | ------- |
| Юрий Стоянов                |         |         |         |         |         |         |         |         |         |         |
| Алексей Чумаков             |         |         |         |         |         |         |         |         |         |         |
| Марина Мещерякова           |         |         |         |         |         |         |         |         |         |         |
| Людмила Артемьева           |         |         |         |         |         |         |         |         |         |         |
| Валерия                     |         |         |         |         |         |         |         |         |         |         |
| Сергей Лазарев              |         |         |         |         |         |         |         |         |         |         |
| Наташа Королёва             |         |         |         |         |         |         |         |         |         |         |
| Екатерина Иванчикова (IOWA) |         |         |         |         |         |         |         |         |         |         |
| Игорь Саруханов             |         |         |         |         |         |         |         |         |         |         |
| Игорь Николаев              |         |         |         |         |         |         |         |         |         |         |
| Лариса Долина               |         |         |         |         |         |         |         |         |         |         |
| Александр Буйнов            |         |         |         |         |         |         |         |         |         |         |
| Филипп Киркоров             |         |         |         |         |         |         |         |         |         |         |

## Команда
- Педагоги:
  - Мария Струве — педагог по вокалу (1 сезон)
  - Марина Полтева — педагог по вокалу (1 сезон)
  - Данила Дунаев — педагог по актёрскому мастерству (1 сезон)
  - Наталия Ефименко — педагог по вокалу (2—5 сезоны)
  - Эльдар Лебедев — педагог по актёрскому мастерству (2 сезон)
  - Сергей «Мигель» Шестеперов — хореограф (1—5 сезоны), педагог по актёрскому мастерству (3 сезон, 1 и 2 выпуски)
  - Анастасия Собачкина — педагог по актёрскому мастерству (3—4 сезоны)
  - Инна Олейник — педагог по вокалу (4 сезон, 1 и 2 выпуски)
  - Леонид Лавроский-Гарсиа — педагог по актёрскому мастерству (5 сезон)
  - Анна Гротеск — хореограф (5 сезон)
  - Илья Падзина — хореограф (5 сезон)
  - Андрей Баринов — педагог по актёрскому мастерству (6 сезон)
  - Виктория Кузьмина — педагог по вокалу (6 сезон)
  - Ксения Коробкова — педагог по вокалу (6 сезон)
- Режиссёры: Сергей «Мигель» Шестеперов, Олег Бондарчук
- Продюсер: Тимур Вайнштейн (1—3 сезоны), Юлия Сумачёва (4—5 сезон)

## Сезоны
| Сезон | Премьера       | Финал         | Победитель        | Победитель        | Второе место      | Третье место       | Ведущие          | Ведущие          | Основные члены жюри | Основные члены жюри | Основные члены жюри | Основные члены жюри |
| Сезон | Премьера       | Финал         | Победитель        | Победитель        | Второе место      | Третье место       | Ведущие          | Ведущие          | 1                   | 2                   | 3                   | 4                   |
| ----- | -------------- | ------------- | ----------------- | ----------------- | ----------------- | ------------------ | ---------------- | ---------------- | ------------------- | ------------------- | ------------------- | ------------------- |
| 1     | 3 марта 2013   | 26 мая 2013   | Алексей Чумаков   | Алексей Чумаков   | Юлия Савичева     | Тимур Родригез     | Александр Олешко | Нонна Гришаева   | Геннадий Хазанов    | Любовь Казарновская | Александр Ревва     | Людмила Артемьева   |
| 2     | 2 марта 2014   | 8 июня 2014   | Виталий Гогунский | Виталий Гогунский | Вадим Казаченко   | Юлия Паршута       | Игорь Верник     | Юлия Ковальчук   | Максим Галкин       | Ольга Бородина      | Алексей Чумаков     | Юрий Стоянов        |
| 3     | 8 февраля 2015 | 24 мая 2015   | Руслан Алехно     | Батырхан Шукенов  | Александр Рыбак   | Светлана Светикова | Игорь Верник     | Юлия Ковальчук   | Юрий Стоянов        | Хибла Герзмава      | Максим Галкин       | Людмила Артемьева   |
| 4     | 6 февраля 2016 | 21 мая 2016   | Алексей Чумаков   | Алексей Чумаков   | Руслан Алехно     | Юлия Паршута       | Игорь Верник     | Юлия Ковальчук   | Юрий Стоянов        | Лариса Долина       | Тигран Кеосаян      | Людмила Артемьева   |
| 5     | 2 февраля 2019 | 16 марта 2019 | Павел Крюков      | Павел Крюков      | Вероника Мохирева | Армен Хачатурян    | Игорь Верник     | Александр Олешко | Юрий Стоянов        | Марина Федункив     | Тимур Родригез      | Марина Мещерякова   |
| 6     | 17 января 2025 | 28 марта 2025 | Мария Зайцева     | Мария Зайцева     | Вячеслав Макаров  | Алиса Мон          | Николай Басков   | Клава Кока       | Приглашённый        | Юрий Стоянов        | Алексей Чумаков     | Марина Мещерякова   |

     Максимальное кол-во баллов (с учётом «пятёрок» от соперников)
     Минимальное кол-во баллов
     Финалист
     Не прошёл(-ла) в финал

### Первый сезон
| Участник          | Выпуск 1              | Выпуск 2           | Выпуск 3          | Выпуск 4            | Выпуск 5        | Выпуск 6           | Выпуск 7            | Выпуск 8           | Выпуск 9          | Выпуск 10           | Выпуск 11          | Баллы | Выпуск 12 (Финал)     | Место |
| ----------------- | --------------------- | ------------------ | ----------------- | ------------------- | --------------- | ------------------ | ------------------- | ------------------ | ----------------- | ------------------- | ------------------ | ----- | --------------------- | ----- |
| Алексей Чумаков   | Илья Лагутенко        | Александр Серов    | Любовь Успенская  | Стиви Уандер        | Борис Моисеев   | Джастин Тимберлейк | Монсеррат Кабалье   | Валерий Леонтьев   | Леонид Утёсов     | Авраам Руссо        | Стинг              | 500   | Филипп Киркоров       | 1     |
| Юлия Савичева     | Уитни Хьюстон         | Кайли Миноуг       | Надежда Кадышева  | Стас Михайлов       | Жанна Агузарова | Селин Дион         | Алла Пугачёва       | Фредди Меркьюри    | Маша Распутина    | Глюкоза             | Земфира            | 414   | Людмила Гурченко      | 2     |
| Тимур Родригез    | Майкл Джексон         | Мик Джаггер        | Леонид Агутин     | Людмила Гурченко    | Джеймс Браун    | Сергей Пенкин      | Сергей Мазаев       | Нюша               | Адриано Челентано | Джей Кей            | Рэй Чарльз         | 454   | Эрос Рамаццотти и Шер | 3     |
| Анита Цой         | Тина Тёрнер           | Тимати             | Бейонсе           | Любовь Казарновская | Леди Гага       | Эдит Пиаф          | Алла Пугачёва       | Дайана Росс        | Виктор Цой        | Шакира              | Тамара Гвердцители | 393   | Георг Отс             | 4     |
| Анастасия Стоцкая | Лолита Милявская      | Людмила Зыкина     | Лайза Миннелли    | Бритни Спирс        | Филипп Киркоров | Валерия            | Пинк                | Лариса Долина      | Ёлка              | Святослав Вакарчук  | Анна Герман        | 347   | Алла Пугачёва         | 5     |
|                   |                       |                    |                   |                     |                 |                    |                     |                    |                   |                     |                    |       |                       |       |
| Ева Польна        | Эдита Пьеха           | Мадонна            | Валерий Меладзе   | Марлен Дитрих       | Елена Ваенга    | Диана Арбенина     | Богдан Титомир      | Сезария Эвора      | Ирина Аллегрова   | Михаил Шуфутинский  | Дженнифер Лопес    | 298   | Майте Матеос          | 6     |
| Сергей Пенкин     | Григорий Лепс         | Владимир Пресняков | Луи Армстронг     | Лев Лещенко         | Демис Руссос    | Клавдия Шульженко  | Николай Басков      | Александр Градский | Элвис Пресли      | Элтон Джон          | Анне Вески         | 292   | Томас Андерс          | 7     |
| Сати Казанова     | Мэрилин Монро         | Анжелика Варум     | Нани Брегвадзе    | Рианна              | Лайма Вайкуле   | Дима Билан         | Барбра Стрейзанд    | Кристина Орбакайте | София Ротару      | Валентина Толкунова | PSY                | 273   | Мария Мендиола        | 8     |
| Алексей Кортнев   | Иосиф Кобзон          | Элла Фицджеральд   | Борис Гребенщиков | Игорь Николаев      | Сил             | Гарик Сукачёв      | Джордж Майкл        | Юрий Антонов       | Лидия Русланова   | Андрей Миронов      | Сергей Шнуров      | 257   | Дитер Болен           | 9     |
| Евгений Кунгуров  | Дмитрий Хворостовский | Эдуард Хиль        | Александр Буйнов  | Сергей Жуков        | Надежда Бабкина | Муслим Магомаев    | Александр Розенбаум | Фрэнк Синатра      | Серёга            | Фёдор Шаляпин       | Джо Дассен         | 226   | Андреа Бочелли        | 10    |

1. ↑  Родригеза загримировали наполовину под Рамаццотти и наполовину под Шер.
2. ↑  мистер Икс, «Мистер Икс»
3. 1 2  «Baccara»
4. 1 2  «Modern Talking»
5. ↑  В дуэте с Любовью Казарновской (в образе Сары Брайтман)

### Второй сезон
| Участник           | Выпуск 1                    | Выпуск 2           | Выпуск 3           | Выпуск 4         | Выпуск 5          | Выпуск 6         | Выпуск 7        | Выпуск 8           | Выпуск 9           | Выпуск 10        | Выпуск 11         | Выпуск 12          | Выпуск 13 (СВ)     | Выпуск 14        | Баллы | Выпуск 15 (Финал)  | Место |
| ------------------ | --------------------------- | ------------------ | ------------------ | ---------------- | ----------------- | ---------------- | --------------- | ------------------ | ------------------ | ---------------- | ----------------- | ------------------ | ------------------ | ---------------- | ----- | ------------------ | ----- |
| Виталий Гогунский  | Валерий Меладзе             | Адриано Челентано  | Шура               | Фредди Меркьюри  | Тина Тёрнер       | Александр Серов  | Рики Мартин     | Вадим Казаченко    | Алсу               | Марк Бернес      | Максим Галкин     | Клаус Майне        | Григорий Лепс      | Африк Симон      | 468   | Владимир Высоцкий  | 1     |
| Вадим Казаченко    | Луи Армстронг               | Гарик Сукачёв      | Игорь Тальков      | София Ротару     | Андрей Губин      | Хулио Иглесиас   | Серёга          | Юрий Антонов       | Филипп Киркоров    | Лолита Милявская | Пол Маккартни     | Михаил Шуфутинский | Гарик Сукачёв      | Риккардо Фольи   | 461   | Николай Караченцов | 2     |
| Юлия Паршута       | Надежда Кадышева            | Мадонна            | Земфира            | Рианна           | Денис Клявер      | Любовь Успенская | Далида          | Элла Фицджеральд   | Филипп Киркоров    | Кети Топурия     | Клавдия Шульженко | Глория Гейнор      | Земфира            | Лиз Митчелл      | 430   | Алла Пугачёва      | 3     |
| Юлия Началова      | Мэрайя Кэри и Уитни Хьюстон | Юрий Шатунов       | Адель              | Алла Пугачёва    | Жанна Агузарова   | Людмила Зыкина   | Боб Марли       | Кристина Агилера   | Лариса Долина      | Нани Брегвадзе   | Элтон Джон        | Ирина Понаровская  | Алла Пугачёва      | Томас Андерс     | 433   | Селин Дион         | 4     |
| Теона Дольникова   | Ёлка                        | Бейонсе            | Тамара Гвердцители | Ирина Аллегрова  | Полина Гагарина   | Рома Зверь       | Ольга Кормухина | Майя Кристалинская | Леди Гага          | Лорин            | Эми Уайнхаус      | Игорь Корнелюк     | Людмила Зыкина     | Нюша             | 440   | Мэрилин Монро      | 5     |
|                    |                             |                    |                    |                  |                   |                  |                 |                    |                    |                  |                   |                    |                    |                  |       |                    |       |
| Алёна Свиридова    | Пинк                        | Любовь Орлова      | Владимир Кузьмин   | Эдит Пиаф        | Наталья Ветлицкая | Диана Арбенина   | Анна Герман     | Андрей Макаревич   | Рафаэлла Карра     | Лайма Вайкуле    | Барбра Стрейзанд  | Децл               | Настя Каменских    | Сандра           | 407   | Александр Бард     | 6     |
| Денис Клявер       | Стивен Тайлер               | Владимир Пресняков | Михаил Боярский    | Таркан           | Элвис Пресли      | Анжелика Варум   | Виктор Цой      | Джо Кокер          | Филипп Киркоров    | Николай Носков   | Иосиф Кобзон      | Слава              | Энрике Иглесиас    | Батырхан Шукенов | 388   | Григорий Лепс      | 7     |
| Ираклий Пирцхалава | Стас Михайлов               | Илья Лагутенко     | Шакира             | Сосо Павлиашвили | Лев Лещенко       | Рэй Чарльз       | Леонид Агутин   | Алёна Апина        | Николай Расторгуев | Джон Бон Джови   | Баста             | Джеймс Браун       | Джастин Тимберлейк | Игорь Саруханов  | 387   | Тимати             | 8     |
| Дмитрий Бикбаев    | Муслим Магомаев             | Наташа Королёва    | Майкл Джексон      | Витас            | Григорий Лепс     | Сергей Жуков     | Шер             | Николай Басков     | Георг Отс          | Дима Билан       | Вера Брежнева     | Иван Дорн          | Аль Бано           | Сергей Зверев    | 380   | Жан-Пьер Барда     | 9     |
| Надежда Грановская | Маша Распутина              | Мирей Матьё        | Елена Ваенга       | Валерий Леонтьев | Монсеррат Кабалье | Людмила Гурченко | Надежда Бабкина | Патрисия Каас      | Лайза Миннелли     | Борис Моисеев    | Бонни Тайлер      | Алёна Свиридова    | Монсеррат Кабалье  | Ин-Грид          | 358   | Ла Камилла         | 10    |

1. ↑  Специальный выпуск ко Дню защиты детей; не оценивался
2. ↑  Напарник — Милана Гогунская (дочь; в образе Ани Лорак)
3. ↑  Напарник — Георгий Гегия (в образе Гарика Сукачёва)
4. ↑  Напарник — Екатерина Бизина (в образе Земфиры)
5. ↑  Напарник — Вера Алдонина (дочь; в образе Кристины Орбакайте)
6. ↑  Напарник — Софья Фисенко (в образе Людмилы Зыкиной)
7. ↑  Напарник — Григорий Мирошниченко (сын; в образе Потапа)
8. 1 2 3  «Army of Lovers»
9. ↑  Напарник — Ирина Застрогина (в образе Уитни Хьюстон)
10. ↑  Напарник — Егор Клинаев (в образе Джастина Тимберлейка)
11. ↑  мистер Икс, «Мистер Икс»
12. ↑  Напарник — Анна Бугакова (в образе Ромины Пауэр)
13. ↑  Напарник — Тимофей Сушин (в образе Фредди Меркьюри)

### Третий сезон
| Участник           | Выпуск 1         | Выпуск 2            | Выпуск 3             | Выпуск 4                        | Выпуск 5              | Выпуск 6           | Выпуск 7          | Выпуск 8        | Выпуск 9           | Выпуск 10         | Выпуск 11         | Выпуск 12         | Выпуск 13 (СВ)    | Выпуск 14        | Баллы | Выпуск 15 (Финал) | Место |
| ------------------ | ---------------- | ------------------- | -------------------- | ------------------------------- | --------------------- | ------------------ | ----------------- | --------------- | ------------------ | ----------------- | ----------------- | ----------------- | ----------------- | ---------------- | ----- | ----------------- | ----- |
| Руслан Алехно      | Фаррелл Уильямс  | Олег Газманов       | Александр Рыбак      | Анна Нетребко и Филипп Киркоров | Алексей Чумаков       | Джон Бон Джови     | Николя Рейес      | Катя Лель       | Андрей Миронов     | Сосо Павлиашвили  | Яак Йоала         | Адриано Челентано | Юрий Гуляев       | Александр Серов  | 476   | Евгений Мартынов  | 1     |
| Батырхан Шукенов † | Луи Армстронг    | Лучано Паваротти    | Юрий Антонов         | Леонид Агутин                   | Сезария Эвора         | Мурат Насыров      | Владимир Шахрин   | Кола Бельды     | Николай Рыбников   | Владимир Кузьмин  | Лиз Митчелл       | Тынис Мяги        | Марк Бернес       | Стиви Уандер     | 438   | Григорий Лепс     | 1     |
| Александр Рыбак    | Элвис Пресли     | Дима Билан          | Эдуард Хиль          | Энрике Иглесиас                 | Глория Гейнор         | Шура               | Александр Лосев   | Андреа Бочелли  | Юрий Никулин       | Людмила Рюмина    | Крис де Бург      | Род Стюарт        | Николай Крючков   | Кончита Вурст    | 411   | Майкл Бубле       | 2     |
| Светлана Светикова | Дженнифер Лопес  | Евгений Осин        | Екатерина Иванчикова | Кайли Миноуг                    | Кети Топурия          | Лара Фабиан        | Ольга Серябкина   | Бьорк           | Одри Хепбёрн       | Валерия           | Принс             | Татьяна Шмыга     | Лариса Голубкина  | Мадонна          | 430   | Леди Гага         | 3     |
| Анжелика Агурбаш   | Ольга Кормухина  | Валентина Толкунова | Маша Распутина       | Бейонсе                         | Алла Пугачёва         | Стас Пьеха         | Дани Клейн        | Анастейша       | Екатерина Савинова | Ирина Аллегрова   | Елена Камбурова   | Гарик Сукачёв     | Клавдия Шульженко | Анна Герман      | 439   | Лолита Милявская  | 4     |
| Марина Кравец      | Анжелика Варум   | Земфира             | Шакира               | Валерий Леонтьев                | Кристина Агилера      | Лидия Русланова    | Долорес О’Риордан | Ева Польна      | Барбара Брыльска   | Рианна            | Эдит Пиаф         | Ая                | Нина Ургант       | Аида Ведищева    | 416   | Тони Брэкстон     | 5     |
|                    |                  |                     |                      |                                 |                       |                    |                   |                 |                    |                   |                   |                   |                   |                  |       |                   |       |
| Никита Малинин     | Сергей Жуков     | Бритни Спирс        | Шарль Азнавур        | Сергей Лазарев                  | Алессандро Сафина     | Джордж Майкл       | Мари Фредрикссон  | Валерий Сюткин  | Дмитрий Харатьян   | Александр Малинин | Евгений Белоусов  | Ленни Кравиц      | Олег Даль         | Стинг            | 366   | Патрик Жан-Батист | 6     |
| Марк Тишман        | Владимир Маркин  | Сергей Челобанов    | Робби Уильямс        | Владимир Пресняков              | Дмитрий Хворостовский | Глюкоза            | Вячеслав Бутусов  | Фрэнк Синатра   | Никита Михалков    | Джо Дассен        | Влад Сташевский   | Нани Брегвадзе    | Ярослав Евдокимов | Юрий Шатунов     | 337   | Эрос Рамаццотти   | 7     |
| Шура               | Николай Сличенко | Том Джонс           | Ирина Забияка        | Виктор Салтыков                 | Тото Кутуньо          | Сергей Крылов      | Игорь Иванов      | Михаил Муромов  | Атаманша           | Аркадий Укупник   | Вячеслав Добрынин | Игорь Саруханов   | Владимир Трошин   | Виктор Рыбин     | 301   | Рина Зелёная      | 8     |
| Эвелина Блёданс    | Елена Ваенга     | Мэрилин Монро       | Митя Фомин           | Наташа Королёва                 | Екатерина Шаврина     | Тамара Гвердцители | Ирина Нельсон     | Андрей Державин | Марина Ладынина    | Наталия Орейро    | Линда             | Татьяна Буланова  | Ирина Муравьёва   | Людмила Гурченко | 275   | Аннетт Эльтис     | 9     |

1. ↑  Специальный выпуск ко Дню Победы; не оценивался
2. ↑  Остап Бендер, «12 стульев» (1976)
3. ↑  Саша Савченко, «Весна на Заречной улице»
4. ↑  Выпуск снят за несколько дней до смерти Батырхана Шукенова.
5. ↑  Семён Горбунков, «Бриллиантовая рука». В номере также принял участие Руслан Алехно в образе Геши Козодоева (героя Андрея Миронова).
6. ↑  Василий Булочкин, «Небесный тихоход»
7. ↑  Холли Голайтли, «Завтрак у Тиффани»
8. ↑  Элиза Дулитл, мюзикл «Моя прекрасная леди»
9. ↑  Фрося Бурлакова, «Приходите завтра…»
10. ↑  Надя Шевелёва, «Ирония судьбы, или С лёгким паром!» (вокал — Алла Пугачёва)
11. ↑  Рая, «Белорусский вокзал»
12. ↑  Алёша Корсак, «Гардемарины, вперёд!»
13. 1 2  «Ottawan»
14. ↑  Коля, «Я шагаю по Москве»
15. ↑  В дуэте с Юлией Паршутой (в образе Тины Тёрнер). Также выступил в паре с Максимом Галкиным (в образе Шер).
16. ↑  м/ф «Бременские музыканты» (вокал — Олег Анофриев)
17. ↑  Черепаха Тортила, «Приключения Буратино»
18. ↑  Галина Пересветова, «Кубанские казаки»

### Четвёртый сезон
| Участник           | Выпуск 1          | Выпуск 2         | Выпуск 3            | Выпуск 4         | Выпуск 5           | Выпуск 6                | Выпуск 7           | Выпуск 8             | Выпуск 9          | Выпуск 10           | Выпуск 11          | Выпуск 12         | Выпуск 13                       | Выпуск 14 (СВ)        | Баллы | Выпуск 15 (Финал)  | Место |
| ------------------ | ----------------- | ---------------- | ------------------- | ---------------- | ------------------ | ----------------------- | ------------------ | -------------------- | ----------------- | ------------------- | ------------------ | ----------------- | ------------------------------- | --------------------- | ----- | ------------------ | ----- |
| Алексей Чумаков    | Вахтанг Кикабидзе | Евгений Белоусов | Сергей Трофимов     | Любовь Успенская | Анна Герман        | Юссу Н’Дур и Нене Черри | Джордж Майкл       | Вадим Казаченко      | Бока              | Фрэнк Синатра       | Луис Мигель        | Сергей Пенкин     | Николай Носков                  |                       | 518   | Тина Тёрнер        | 1     |
| Руслан Алехно      | Валерий Кипелов   | Андреа Бочелли   | Валерий Леонтьев    | Андрей Миронов   | Жанна Агузарова    | Стиви Уандер            | Муслим Магомаев    | Стивен Тайлер        | Джош Гробан       | Николай Караченцов  | Эдуард Хиль        | Таркан            | Джеймс Браун и Лучано Паваротти | Дима Билан            | 488   | Фаина Раневская    | 2     |
| Юлия Паршута       | Адель             | Пинк             | Бьянка              | Земфира          | Валерий Меладзе    | Тамара Миансарова       | Эминем и Рианна    | Мари Фредрикссон     | Лолита Милявская  | Наталья Селезнёва   | Валерия            | Сергей Лемох      | Сиара                           | Мария Шерифович       | 475   | Майли Сайрус       | 3     |
| Виталий Гогунский  | Джо Дассен        | Борис Моисеев    | Ирина Аллегрова     | Фредди Меркьюри  | Сара Брайтман      | Иосиф Кобзон            | Антонио Бандерас   | Роман Пашков         | Сил               | Михаил Боярский     | Маша Распутина     | Сосо Павлиашвили  | Джоуи Темпест                   | Монс Сельмерлёв       | 293   | Николай Расторгуев | 4     |
| Сергей Пенкин      | Георг Отс         | Алла Баянова     | Валерий Ободзинский | Николай Басков   | Эдита Пьеха        | Лучано Паваротти        | Илья Лагутенко     | Тынис Мяги           | Вячеслав Добрынин | Александр Борисов   | Карел Готт         | Алессандро Сафина | Николай Сличенко                | Энгельберт Хампердинк | 247   | Сергей Дроздов     | 5     |
| Вадим Казаченко    | Сергей Шнуров     | Егор Крид        | Брайан Адамс        | Игорь Тальков    | Таисия Повалий     | Эрос Рамаццотти         | Тимати             | Гервиг Рюдисер       | Лариса Долина     | Леонид Куравлёв     | Владимир Мулявин   | Энрике Иглесиас   | Крис Ри                         | Тото Кутуньо          | 334   | Фрэнк Синатра      | 6     |
| Анастасия Стоцкая  | Елена Ваенга      | Рианна           | София Ротару        | Лайза Миннелли   | Шура               | Диана Арбенина          | Кристина Орбакайте | Екатерина Иванчикова | Григорий Лепс     | Наталья Андрейченко | Тамара Гвердцители | Арета Франклин    | Изабелла Юрьева                 | Руслана               | 399   | Ирина Отиева       | 7     |
| Анжелика Агурбаш   | Шер               | Вилли Токарев    | Ирина Понаровская   | Алла Пугачёва    | Александр Иванов   | Рафаэлла Карра          | Лидия Русланова    | Маришка Вереш        | Леди Гага         | Алиса Фрейндлих     | Бонни Тайлер       | Людмила Гурченко  | Владимир Пресняков              | Елена Папаризу        | 470   | Далида             | 8     |
| Светлана Светикова | Бейонсе           | Роза Рымбаева    | Леонид Агутин       | Бьорк            | Робертино Лорети   | Эми Уайнхаус            | Селин Дион         | Юлия Волкова         | Бритни Спирс      | Наталья Варлей      | Эдит Пиаф          | Ванесса Паради    | Мария Каллас                    | Лорин                 | 313   | Шерил Кроу         | 9     |
|                    |                   |                  |                     |                  |                    |                         |                    |                      |                   |                     |                    |                   |                                 |                       |       |                    |       |
| Специальный гость  |                   | Юлия Началова    | Марк Тишман         | Сати Казанова    | Надежда Грановская | Эвелина Блёданс         | Теона Дольникова   | Никита Малинин       | Денис Клявер      | Шура                | Ираклий Пирцхалава | Милана Гогунская  | Дмитрий Бикбаев                 | Никита Малинин        | 226   |                    |       |
| Специальный гость  | Уитни Хьюстон     | Джо Кокер        | Дима Билан          | Сальваторе Адамо | Анна Семенович     | Сиа                     | Олег Яковлев       | Ленни Кравиц         | Бабка-ёжка        | Дейв Гаан           | Мэрилин Монро      | Alekseev          | Сергей Лазарев                  |                       | 226   |                    |       |

1. ↑  Не оценивался
2. ↑  Специальный выпуск к Евровидению-2016; не оценивался
3. ↑  Остап Бендер, «12 стульев» (1976)
4. ↑  маркиз Рикардо, «Собака на сене»
5. ↑  В отличие от предыдущих номеров, когда один участник показывал дуэт, ни один из образов не был записан заранее. Руслан Алехно был загримирован только в Джеймса Брауна, а для роли Лучано Паваротти был приглашён специальный артист, за которого Руслан пел голосом Паваротти.
6. ↑  тапёрша, «Александр Пархоменко»
7. ↑  Зина Тимофеева, «Иван Васильевич меняет профессию» (вокал — Нина Бродская)
8. ↑  Эль-Мариачи, «Отчаянный»
9. ↑  Выступал вместе с Русланом Тагиевым, солистом «Градусов».
10. ↑  Не смог принять участие в выпуске из-за болезни. Тем не менее, жюри выставило ему по 2 балла, дабы не исключать из турнирной таблицы.
11. ↑  шевалье де Брильи, «Гардемарины, вперёд!»
12. ↑  мистер Икс, «Мистер Икс»
13. ↑  профессор Александр Лапин, «Верные друзья»
14. ↑  Жорж Милославский, «Иван Васильевич меняет профессию» (вокал — Валерий Золотухин)
15. ↑  Мэри Поппинс, «Мэри Поппинс, до свидания» (вокал — Татьяна Воронина)
16. ↑  королева Анна Австрийская, «Д’Артаньян и три мушкетёра»
17. ↑  Нина, «Кавказская пленница, или Новые приключения Шурика» (вокал — Аида Ведищева)
18. ↑  м/ф «Летучий корабль» (вокал — солистки Московского камерного хора)

### Пятый сезон
| Наставник          | Выпуск 1                          | Выпуск 2                             | Выпуск 3                        | Выпуск 4                              | Выпуск 5                           | Выпуск 6 (Финал)                     | Баллы (%) |
| ------------------ | --------------------------------- | ------------------------------------ | ------------------------------- | ------------------------------------- | ---------------------------------- | ------------------------------------ | --------- |
| Юлия Началова      | Ася Пушкина Елена Ваенга          | Георгий Иващенко Алла Пугачёва       | Славво Царский Валерий Меладзе  | Татьяна Скареднева Александр Градский | Павел Крюков Джо Кокер             | Павел Крюков Григорий Лепс           | 21 %      |
| Анастасия Стоцкая  | Алексей Геращенко Рэй Чарльз      | Игорь Корри Серёга                   | Инга Илюшина Анна Герман        | Ольга Шитова Земфира                  | Вероника Мохирева Леди Гага        | Вероника Мохирева Аида Ведищева      | 19 %      |
| Ираклий Пирцхалава | Игорь Портной Том Джонс           | Андрей Баринов Леонид Агутин         | Мариам Андреевская Эми Уайнхаус | Армен Хачатурян Алексей Чумаков       | Сергей Смолин Рома Зверь           | Армен Хачатурян Игорь Тальков        | 17 %      |
| Ираклий Пирцхалава | Игорь Портной Том Джонс           | Андрей Баринов Леонид Агутин         | Мариам Андреевская Эми Уайнхаус | Армен Хачатурян Алексей Чумаков       | Сергей Смолин Рома Зверь           | Андрей Баринов Тина Тёрнер           | 14 %      |
| Ираклий Пирцхалава | Игорь Портной Том Джонс           | Андрей Баринов Леонид Агутин         | Мариам Андреевская Эми Уайнхаус | Армен Хачатурян Алексей Чумаков       | Сергей Смолин Рома Зверь           | Мариам Андреевская Наталья Ветлицкая | 13 %      |
| Виталий Гогунский  | Ян Осин Иосиф Кобзон              | Элина Чага Светлана Лобода           | Ирида Хусаинова Анжелика Варум  | Мария Кольцова Бритни Спирс           | Роман Пармонов Вахтанг Кикабидзе   | Ян Осин Рики Мартин                  | 16 %      |
| Анжелика Агурбаш   | Андрей Солод Патрисия Каас        | Мари Карне Людмила Зыкина            | Дмитрий Галихин Фёдор Шаляпин   | Богдан Шувалов Шер                    | Ангелина Сергеева Мари Фредрикссон |                                      |           |
| Эвелина Блёданс    | Антон Зацепин Олег Газманов       | Роман Исаев Александр Серов          | Юрий Титов Лайма Вайкуле        | Сергей Арутюнов Клаус Майне           | Елена Чарквиани Надежда Бабкина    |                                      |           |
| Вадим Казаченко    | Екатерина Ростовцева София Ротару | Виктория Каунова Селин Дион          | Герман Гусев Игорь Корнелюк     | Ева Власова Тамара Гвердцители        | Олеся Лаврентьева Жанна Агузарова  |                                      |           |
| Сергей Пенкин      | Юлия Лебеда Адель                 | Александр Озеров Александр Розенбаум | Ирина Олифер Элла Фицджеральд   | Авраам Карахан Фаррух Закиров         | Роман Кормаков Валерий Ободзинский |                                      |           |

1. ↑  Валико Мизандари, «Мимино»

### Шестой сезон
| Участник          | Выпуск 1        | Выпуск 2           | Выпуск 3        | Выпуск 4         | Выпуск 5             | Выпуск 6         | Выпуск 7        | Выпуск 8                   | Выпуск 9         | Выпуск 10 (Финал)     | Баллы | Место |
| ----------------- | --------------- | ------------------ | --------------- | ---------------- | -------------------- | ---------------- | --------------- | -------------------------- | ---------------- | --------------------- | ----- | ----- |
| Мария Зайцева     | Тина Тёрнер     | Ёлка               | Шура            | LP               | Тони Брэкстон        | Леди Гага        | Элвис Пресли    | Селин Дион                 | Энни Леннокс     | Шер и Эрос Рамаццотти | 361   | 1     |
| Вячеслав Макаров  | Мика            | Кай Метов          | Сергей Лазарев  | Даррен Хейз      | Ярослав Евдокимов    | Анастейша        | Робби Уильямс   | Юэн Макгрегор и Яцек Коман | Томас Андерс     | Майкл Джексон         | 330   | 2     |
| Алиса Мон         | Сабрина Салерно | Клавдия Шульженко  | Люся Чеботина   | Эдита Пьеха      | Гарик Сукачёв        | Людмила Гурченко | Лидия Русланова | Янина Жеймо                | Елена Ваенга     | Эдит Пиаф             | 310   | 3     |
| Жан Милимеров     | Стиви Уандер    | Николя Рейес       | Александр Серов | Надежда Кадышева | Михаил Шуфутинский   | Игорь Саруханов  | The Weeknd      | Митхун Чакраборти          | Александр Шоуа   | Батырхан Шукенов      | 303   | 4     |
| Нодар Ревия       | Jony            | Фаррелл Уильямс    | Алексей Чумаков | Дима Билан       | Екатерина Иванчикова | Джордж Майкл     | Стас Михайлов   | Андрей Миронов             | Александр Иванов | Филипп Киркоров       | 291   | 5     |
| Арсений Бородин   | Джон Бон Джови  | Ирина Забияка      | Сергей Жуков    | Майкл Бубле      | Ленни Кравиц         | Валерий Леонтьев | Игорь Николаев  | Михаил Боярский            | Сосо Павлиашвили | Николай Носков        | 291   | 5     |
| Надежда Ангарская | Маша Распутина  | Жанна Агузарова    | Адель           | Николай Басков   | Надежда Бабкина      | Анна Семенович   | Сезария Эвора   | Светлана Светличная        | Арета Франклин   | Монсеррат Кабалье     | 265   | 6     |
| Валерия Ланская   | Zivert          | Тамара Гвердцители | Лайза Миннелли  | Наташа Королёва  | Елена Камбурова      | Элла Фицджеральд | Клава Кока      | Наталия Гусева             | Мадонна          | Анжелика Варум        | 248   | 7     |
| Юлия Савичева     | Диана Арбенина  | Аврил Лавин        | Милен Фармер    | Пинк             | Эми Уайнхаус         | Андрей Губин     | Елена Образцова | Ирина Муравьёва            | Любовь Успенская | Людмила Зыкина        | 239   | 8     |
| Родион Газманов   | Валерий Сюткин  | Брайан Адамс       | Род Стюарт      | Сергей Трофимов  | Сергей Шнуров        | Костя Грим       | Том Джонс       | Юрий Никулин               | Александр Буйнов | Владимир Пресняков    | 206   | 9     |

1. ↑  Кристиан, «Мулен Руж!»
2. ↑  аргентинец-нарколептик, «Мулен Руж!»
3. ↑  Макарова загримировали наполовину под аргентинца и наполовину под Кристиана.
4. ↑  Лена Крылова, «Карнавальная ночь»
5. ↑  Золушка, «Золушка» (1947, вокал — Любовь Чернина)
6. ↑  Джимми, «Танцор диско» (вокал — Виджай Бенедикт)
7. ↑  Выступал вместе с Дарьей Храмовой, солисткой «Непары».
8. ↑  Остап Бендер, «12 стульев» (1976)
9. ↑  д’Артаньян, «Д’Артаньян и три мушкетёра»
10. ↑  Анна Сергеевна, «Бриллиантовая рука». Песню в фильме исполняла Аида Ведищева
11. ↑  миссис Мёрфи, «Братья Блюз»
12. ↑  Алиса Селезнёва, «Гостья из будущего». Песню в фильме исполняла Татьяна Дасковская
13. ↑  Нина Соломатина, «Карнавал» (вокал — Жанна Рождественская)
14. ↑  Балбес, «Кавказская пленница, или Новые приключения Шурика»